# Olios insignifer
Olios insignifer là một loài nhện trong họ Sparassidae.
Loài này thuộc chi Olios. Olios insignifer được Pater Chrysanthus miêu tả năm 1965.